# Le Parfait Accord
Pour plus de détails, voir Fiche technique et Distribution.
Le Parfait Accord (Perfect Understanding) est un film britannique en noir et blanc réalisé par Cyril Gardner, sorti en 1933.

## Synopsis
Judy et Nick, nouvellement mariés, conviennent de baser leur union sur la franchise, y compris en cas de relations extra-conjugales, et donc en excluant toute jalousie. Leur voyage de noces les mène à Cannes, où Nick retrouve des amis, dont son ancienne maîtresse Stéphanie. Il finit par coucher avec elle, après que Judy est retournée à Londres pour préparer leur maison. Lorsqu'il lui avoue cette liaison, elle lui pardonne. Peu après, pendant que Nick est en voyage d'affaires, un ami de Judy, Ivan, lui fait une déclaration d'amour.

## Fiche technique
- Titre : Le Parfait Accord
- Titre original : Perfect Understanding
- Réalisation : Cyril Gardner
- Scénario : Michael Powell (non crédité) d'après une histoire de Miles Malleson
- Dialogues : Garrett Graham et Miles Malleson
- Direction artistique : Oscar Werndorff
- Costumes : Ann Morgan (robes) et René Hubert (non crédité)
- Photographie : Curt Courant
- Son : A. D. Valentine
- Musique : Henry Sullivan
- Montage : Thorold Dickinson (+ assistant réalisateur, non crédité à ce titre)
- Production : Gloria Swanson
- Société de production : Gloria Swanson British Productions
- Société de distribution : United Artists Corporation
- Pays d'origine :  Royaume-Uni
- Langue originale : anglais
- Format : noir et blanc — 35 mm — 1,37:1 — son mono
- Genre : Comédie dramatique et romance
- Durée : 80 minutes
- Dates de sortie : 
  - Royaume-Uni : janvier 1933
  - France : 18 août 1933

## Distribution
- Gloria Swanson : Judy Rogers
- Laurence Olivier : Nicholas « Nick » Randall
- John Halliday : Ivan Ronnson
- Nigel Playfair : Lord Portleigh
- Michael Farmer : George Drayton
- Genevieve Tobin : Kitty Drayton
- Charles Cullum : Sir John Fitzmaurice
- Nora Swinburne : Lady Stephanie Fitzmaurice
- O. B. Clarence : Dr Graham
- Mary Jerrold : Mme Graham
- Peter Gawthorne : le majordome
- Rosalinde Fuller : la cuisinière
- Miles Malleson : l'annonceur
- Ben Webster : le juge
- Herbert Lomas : Bradley, l'avocat de Nick
- Charles Childerstone : l'avocat de Judy